# Champagne-sur-Vingeanne
Champagne-sur-Vingeanne è un comune francese di 279 abitanti situato nel dipartimento della Côte-d'Or nella regione della Borgogna-Franca Contea.

## Società

### Evoluzione demografica
Abitanti censiti